# Theloderma corticale
Theloderma corticale es una especie de ranas que habita en el norte de Vietnam y, posiblemente, también en zonas adyacentes de China y Laos. 
Habita en bosques tropicales y subtropicales con abundante humedad.
Aunque las poblaciones de esta especie están decayendo, esta especie no se considera en peligro de extinción, y la UICN clasifica su estado como de preocupación menor. 
Se la denomina comúnmente "rana de musgo" debido al parecido de su piel con este tipo de planta, lo que le confiere un excelente camuflaje gracias al cual es difícilmente detectada tanto por sus depredadores como por sus presas, entre las que se encuentran principalmente insectos de diverso tamaño. 